# Max Méreaux
Max Méreaux, compositor y pedagogo francés, nació en 1946 en Saint-Omer (Pas-de-Calais) donde hizo sus estudios musicales. Después de obtener el bachillerato, estudió el análisis musical en el Conservatorio de París en la clase de Jacques Castérède.
Max Méreaux se interesa por todas las implicaciones de su arte; es conocido también por sus libros sobre musicoterapía. Es autor de numerosas obras de música de cámara y piezas para orquesta pero compone también piezas de carácter pedagógico.

## Obras
(lista incompleta)
- Sonatinas para guitarra y piano.
- Sonatas para clarinete, violoncelo y piano.
- Suite para diez instrumentos solistas.
- Pentacle para orquesta.
- Alturas de Macchu Picchu para barítono y orquesta.
- El "Concierto para violín y once instrumentos de cuerdas" fue distinguido en 1981 por el famoso "Concurso Internacional de Composición VALENTINO BUCCHI de Roma".
- El "Concierto para violín y doce instrumentos de cuerdas" es dedicado a Tibor Varga y a su orquesta de cámara  de Detmold (Alemania).
- "Noctuor" para 2 oboes, 2 clarinetes, 2 trompas y 2 bajones.
- el catálogo está en el sitio de la bnf (catalogue BN-Opale Plus)